# Izačić
Izačić (en cyrillique : Изачић) est un village de Bosnie-Herzégovine. Il est situé sur le territoire de la ville de Bihać, dans le canton d'Una-Sana et dans la fédération de Bosnie-et-Herzégovine. Selon les premiers résultats du recensement bosnien de 2013, il compte 1 116 habitants.

## Géographie
Izačić est situé à 5 km au nord-ouest de Bihać.

## Démographie

### Évolution historique de la population
| 1948 | 1953 | 1961 | 1971 | 1981  | 1991  | 2013  |
| ---- | ---- | ---- | ---- | ----- | ----- | ----- |
| -    | -    | 837  | 981  | 1 042 | 1 215 | 1 116 |

|  |

### Communauté locale
En 1991, la communauté locale d'Izačić comptait 3 201 habitants, répartis de la manière suivante :